# Capacitor de cerâmica

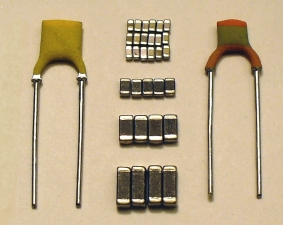
Capacitores com disco fixo de chumbo e capacitores cerâmicos multicamadas

O capacitor de cerâmica (português brasileiro) ou condensador de cerâmica (português europeu), também chamado de capacitor cerâmico de disco, é formado por dois eletrodos metálicos, denominados armaduras. As armaduras são separadas por um material isolante denominado dielétrico, que pode ser de papel, vidro, ar ou pode ser um vácuo. Em geral, o material de que é feito o dielétrico designa também o capacitor. Assim, um capacitor de poliéster tem este material plástico como isolante.
Capacitores são usados para circuitos de alta frequência e corrente contínua, e armazenam pequenas quantidades de energia, chamada capacitância. A finalidade básica de um capacitor é armazenar cargas elétricas e, através desse armazenamento, ter determinados efeitos sobre um circuito. Mesmo depois de retirada a bateria do circuito, o capacitor mantém as cargas elétricas, e estas apresentam a mesma tensão da bateria que foi conectada.
A relação entre a quantidade de cargas (Q) que pode ser armazenada em um capacitor e a tensão (V) que mantém essas cargas nas armaduras é denominada capacitância, ou capacidade do capacitor (C), sendo medida em farads (F).
{\displaystyle C=Q/V}
O capacitor cerâmico certamente é o tipo mais comum e mais usado de capacitores, sendo encontrado em equipamentos eletrônicos como televisores, rádios, flashs de câmeras, roteadores, etc. É obtido a partir de um tubo ôco de cerâmica, sendo depositadas, por meios eletrolíticos, uma armadura interna e outra externa. Outro tipo é o construído com pedaços planos de cerâmicas onde as armaduras são depositadas nas faces. Para se obter maior capacitância podem ser empilhados diversos conjuntos. Pelas suas características, estes capacitores podem ser usados em diversas aplicações, que vão dos circuitos de corrente contínua aos circuitos de frequências muito altas.

## Funcionamento
Para carregar um capacitor basta ligá-lo em um circuito elétrico, e assim que estiver carregado a corrente para de passar por ele. Para descarregá-lo  é preciso oferecer um percurso para que as cargas fluam de uma armadura para a outra e haja a neutralização. Assim, interligando as armaduras por um circuito externo, os elétrons da armadura que os tem em excesso (negativa) fluem para a positiva, ocorrendo a neutralização. Temos então a descarga do capacitor
Quando ligamos às armaduras de um capacitor um gerador (uma bateria, por exemplo), a armadura ligada ao pólo positivo da pilha se carrega positivamente, enquanto que a outra carrega-se negativamente. A quantidade de cargas armazenadas na armadura positiva é a mesma que a armazenada na armadura negativa, diferindo apenas quando à polaridade.

## Fabricação
Na fabricação é utilizado pó de cerâmica que é prensado e comprimido em forma de pastilha (parte dielétrica). Depois as pastilhas são introduzidas em um forno para um tratamento de têmpera, sendo inspecionada na saída. Depois da fabricação, é colocado sobre a pastilha uma vaporização de prata nas duas faces que formarão as placas do capacitor. A conexão dos terminais são feitas em uma soldagem sobre as camadas de prata. O fim do processo termina com um banho desengordurante e aplicação de uma resina que isola e reforça o componente.

## Exemplos de capacitores de cerâmica no mercado
•C0G ou NP0 - tipicamente de 4,7 pF a 0,047 uF, 5 %. Alta tolerância e performance de temperatura, maiores e mais caros. 
•X7R - tipicamente de 30 pF a 0,3 uF, 10 %. Bom para acoplamento não crítico, aplicações com timer.
•Z5U - tipicamente de 0,01 uF a 2,2 uF, 20 %. Bom para aplicações em bypass ou acoplamentos. Baixo preço e tamanho pequeno.

## Unidade
Capacitores geralmente utilizam a unidade farad, sendo que os de cerâmica comumente utilizam picofarad (pF), podendo utilizar também nanofarad (nF) ou microfarad (µF). A tabela abaixo facilita a compreensão das unidades:

## Capacitores cerâmicos multicamadas
Os capacitores cerâmicos multicamadas são construídos a partir da superposição de finas camadas de material dielétrico cerâmico com metal depositado sobre suas superfícies formando uma espécie de “sanduíche”. Daí a denominação de multicamadas. As camadas metálicas individuais são conectadas umas às outras através de uma terminação metálica onde são soldados os terminais do capacitor. Estes capacitores apresentam baixas perdas, capacitância estável, alta resistência de isolação e alta capacitância em pequenas dimensões. Suas outras características são semelhantes a dos outros capacitores cerâmicos:
• Fator de potência nulo
• Alta constante dielétrica
• Capacitâncias entre frações de pF a 1 nF
• Ideais para circuitos sintonizadores.

## Capacitores de cerâmica para SMD

Alguns tipos de capacitores de cerâmica
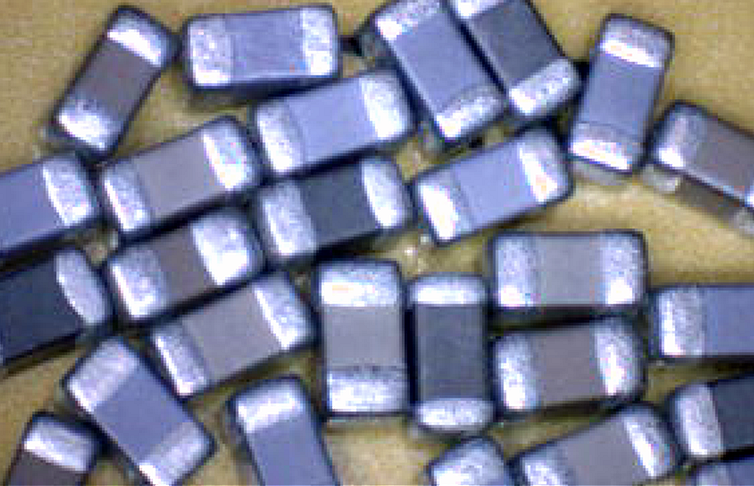
Capacitores de cerâmica multicamadas (MLCC chips) para SMD
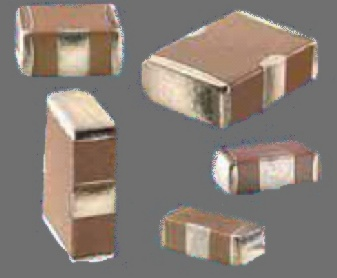
Capacitores cerâmicos de desacoplamento X2Y®
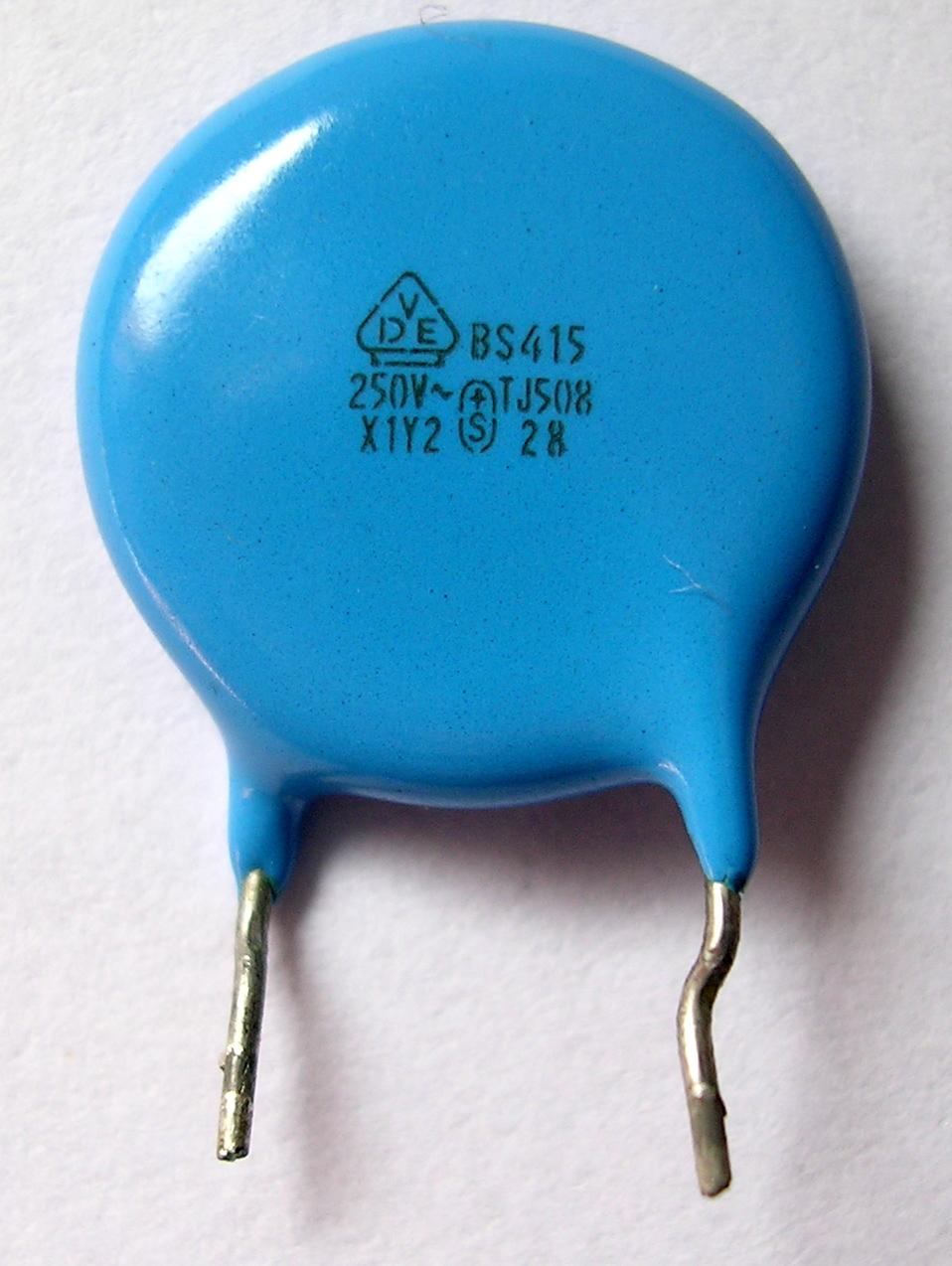
Capacitores cerâmicos de supressão de interferência eletromagnética  para ligação à rede de alimentação (capacitor de segurança)
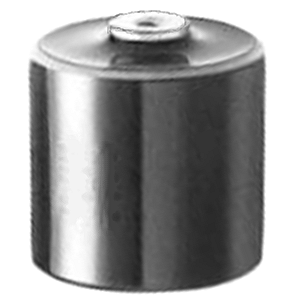
Capacitor cerâmico de alta tensão

Os capacitores para SMD  são geralmente empregados como capacitores de desacoplamento. Possuem duas funções principais que são totalmente relacionadas:
• Servir como uma fonte de energia de ação rápida junto ao circuito integrado, permitindo que ele opere até que a fonte de alimentação principal possa fornecer a corrente que ele necessita
• Desviar ruídos de alta frequência de volta para a fonte de alimentação. Os capacitores cerâmicos para SMD consistem de um bloco retangular de dielétrico de cerâmica no qual um certo número de eletrodos metálicos intercalados estão contidos.

### Código
Os códigos para leitura geralmente não estão impressos no corpo, por se tratar de um componente pequeno, mas quando impressos seguem um padrão de três caracteres, duas letras e um dígito. A primeira letra faz referência ao fabricante, enquanto a segunda representa a mantissa do valor da capacitância; o número representa um expoente de base dez em picofarads(pF)
exemplo: KB3 é um capacitor de um fabricante desconhecido “K”, que tem 1,1 (J) x 1000 = 1100 pF.
A tabela abaixo fornece a relação de coeficientes para os valores mais comuns:

## Leitura do capacitor

### Por sistema de marcação
Esse método consiste na análise dos dois primeiros números, os quais são os dígitos que formam uma dezena e o ultimo é um fator exponencial de base 10, e a letra representa a tolerância do capacitor, cada letra representa um valor de tolerância do capacitor, como pode ser visto na tabela abaixo:
Exemplo: 472D, fica 4700pF, 4,7nF ou 0,0047µF com tolerância de +- 0.5%, como pode ser observado na imagem.
Assim, podemos analisar o valor da capacitância apenas com o código impresso no capacitor.